# ロザ
ロザ（伊: Rosà）は、イタリア共和国ヴェネト州ヴィチェンツァ県にある、人口約15,000人の基礎自治体（コムーネ）。

## 地理

### 位置・広がり

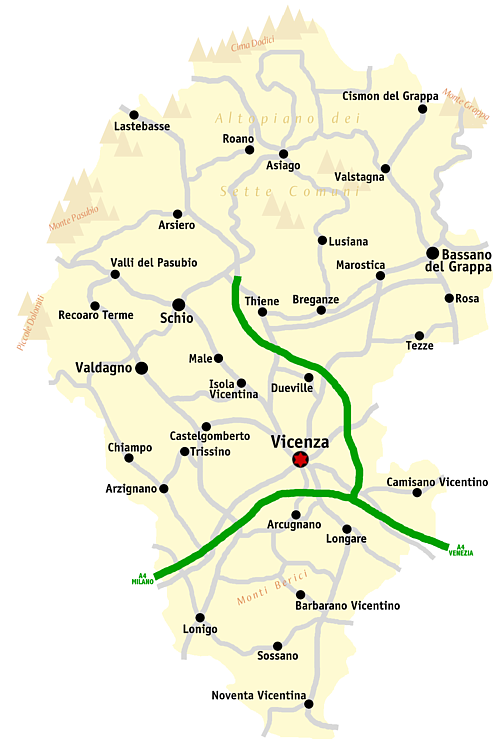
ヴィチェンツァ県概略図

#### 隣接コムーネ
隣接するコムーネは以下の通り。
- バッサーノ・デル・グラッパ
- カルティリアーノ
- カッソーラ
- ロッサーノ・ヴェーネト
- テッツェ・スル・ブレンタ

### 気候分類・地震分類
気候分類では、zona E, 2419 GGに分類される。
また、イタリアの地震リスク階級 (it) では、zona 2 (sismicità media) に分類される。

## 行政

### 分離集落
ロザには、以下の分離集落（フラツィオーネ）がある。
- Cusinati, Sant'Anna, San Pietro, Travettore

## 姉妹都市
- シャルシュタット（ドイツ語版）、ドイツ 1991年
- La Crau、フランス 2006年